# Xã Munising, Michigan
Xã Munising (tiếng Anh: Munising Township) là một xã thuộc quận Alger, tiểu bang Michigan, Hoa Kỳ. Năm 2010, dân số của xã này là 2.983 người.